# گارنیک سوازلیان
گارنیک مارکوسی سوازلیان (ارمنی: Գառնիկ Մարկոսի Սվազլյան؛ انگلیسی: Garnik Svazlian زادهٔ ۴ ژانویهٔ ۱۹۰۴ - درگذشته ۲۳ مارس ۱۹۴۸)، نویسنده، روزنامه‌نگار نظر، چهره اجتماعی و کاریکاتوریست اهل ارمنستان بود.

## زندگی‌نامه
وی در ۴ ژانویه ۱۹۰۴ در قیصریه به دنیا آمد و از کالج مسروپیان فارغ‌التحصیل گشت.  وی از سال ۱۹۴۷ عضو اتحادیه نویسندگان شوروی بود. وی در یونان (از ۱۹۲۲)، اسکندریه، ارمنستان شوروی (از ۱۹۴۷) سکونت داشته است. وی در ۳ مارس ۱۹۴۸ در سن ۴۴ سالگی در ایروان درگذشت.